# Кельдяев, Иван Дружина
Ива́н Кельдя́ев по прозвищу Дружи́на (ок. 1530 — ок. 1590) — мордовский феодал, участник Казанских походов царя Ивана Грозного.

## Биография
Родился и жил в селе Кужендей (ныне Кужендеево Ардатовского района Нижегородской области). Летом 1552 года присоединился к войску московского царя Ивана Грозного, шедшего походом на Казанское ханство. Выступал в качестве проводника, обеспечив прохождение войска от Арзамаса через Алатырь до Свияжска. Командовал мордовским ополчением, входившим в состав полка князя Пронского-Шемякина. Отличился во время битвы с войском татарского мурзы Япанчи 30 августа 1552 года. При штурме Казани «выказал храбрость не малую». В 1564 году Иван Грозный дал грамоту «Ивашке Кельдяеву», согласно которой он был пожалован «вотчинами, лесами с бортными угодьями и со звериной ловлею» по реке Велетьме. В дальнейшем имение перешло потомкам Кельдяева, носивших фамилию Гольцовых или Огольцовых. В XVIII веке потомок Ивана Кельдяева Никита Гольцов после длительной тяжбы был вынужден уступить имение братьям Баташёвым.